# Babettes gästabud
Babettes gästabud (Babettes gæstebud), är en berättelse av Karen Blixen, skriven på engelska under pseudonymen Isak Dinesen (Dinesen var Karen Blixens flicknamn) och först publicerad i ”The ladies home journal” med titeln Babette’s feast, senare i samlingen ”Anecdotes of destiny” (da: Skæbne-anekdoter) 1958. I Danmark gavs den ut i översättning av Jørgen Claudi i Fremads Folkebibliotek 1952 och i svensk översättning 1964. Handlingen utspelar sig i Berlevåg i Finnmark fylke i Norge.
År 1987 gjordes en film, Babettes gästabud, av regissören Gabriel Axel. Den belönades med en Oscar för bästa utländska film 1988. I filmen är handlingen flyttad till Jyllands västkust i Danmark.